# مارتن تيريير
مارتن تيريير (بالفرنسية: Martin Terrier)‏ (4 مارس 1997 في فرنسا - ) هو لاعب كرة قدم فرنسي في مركز الهجوم. لعب مع نادي ليل.

## روابط خارجية
- مارتن تيريير على موقع الاتحاد الأوربي (الإنجليزية)
- مارتن تيريير على موقع قاعدة بيانات كرة القدم.إي يو (الإنجليزية)
- مارتن تيريير على موقع ليكيب (الفرنسية)
- مارتن تيريير على موقع Soccerway.com (الإنجليزية)
- مارتن تيريير على موقع عالم كرة القدم.نت (الإنجليزية)
- مارتن تيريير على موقع AS.com (الإسبانية)